# Algarve Stadion
Az Algarve Stadion (portugálul Estádio Algarve) egy 30 000 fős befogadóképességgel rendelkező stadion Faro portugál város területén, Faro és Loulé közt. A létesítmény ad otthont a Sporting Clube Farense és a Louletano Desportos Clube focicsapatoknak, melyek közül előbbi a portugál harmadosztályban, míg utóbbi a portugál másodosztályban játszik. A stadionban tartják az Algarve-kupa döntőjét, amely a női futballban a legnagyobb focikupa az országban. A 2004-es labdarúgó-Európa-bajnokságon két selejtező mérkőzést és az egyik negyeddöntőt is itt játszották.  

## Története
A stadion harmincezres nézősereg befogadására alkalmas és a 2004-es labdarúgó-Európa-bajnokság versenyeinek egyik helyszíne volt. A Louletano és a Farense csapatok közös otthona, nagyjából úgy, mint Milánóban a San Siro stadion, amely az AC Milan és az Internazionale futballcsapatok közös stadionja.
A futballtól eltekintve koncerteket és zenei fesztiválokat is szoktak itt rendezni. A stadion építésének terveit a 2000-ben érvényben lévő UEFA-szabályok alapján Damon Lavalle Populus (korábban HOK Sport) nevű tervezőcége készítette. A stadion adott helyet 2008. július 22. és 24. közt az Algarve Challenge Cupnak, ahol többek közt szerepelt a Cardiff City FC, a Celtic FC, a Middlesbrough FC és a Vitória de Guimarães is. A kupa sorsa a Vitória és a Celtic között dőlt el. 
Az épület kinézete a környék építészetéből, a portugál hagyományokból merít és szinte beleolvad a környező tájba. A létesítmény Portugália egyik leglátogatottabb stadionja.[forrás?]

## 2004-es labdarúgó-Európa-bajnokság
| Dátum       | Időpont | Pályaválasztó | Eredmény | Vendég      | Forduló     | Nézők  |
| ----------- | ------- | ------------- | -------- | ----------- | ----------- | ------ |
| 2004.06.12. | 19:45   | Spanyolország | 1:0      | Oroszország | A csoport   | 28 182 |
| 2004.06.20. | 19:45   | Oroszország   | 2:1      | Görögország | A csoport   | 24 347 |
| 2004.06.26. | 19:45   | Svédország    | 0:0      | Hollandia   | negyeddöntő | 30 000 |

## Fordítás
Ez a szócikk részben vagy egészben  az   Estádio Algarve című angol Wikipédia-szócikk ezen változatának fordításán alapul.  Az eredeti cikk szerkesztőit annak laptörténete sorolja fel. Ez a jelzés csupán a megfogalmazás eredetét és a szerzői jogokat jelzi, nem szolgál a cikkben szereplő információk forrásmegjelöléseként.